# Bathippus seltuttensis
Bathippus seltuttensis là một loài nhện trong họ Salticidae.
Loài này thuộc chi Bathippus. Bathippus seltuttensis được Embrik Strand miêu tả năm 1911.